# Otterwisch
Otterwisch ist eine Gemeinde im Landkreis Leipzig. Sie gehört zur Verwaltungsgemeinschaft Bad Lausick.

## Geographie

### Geographische Lage und Verkehr

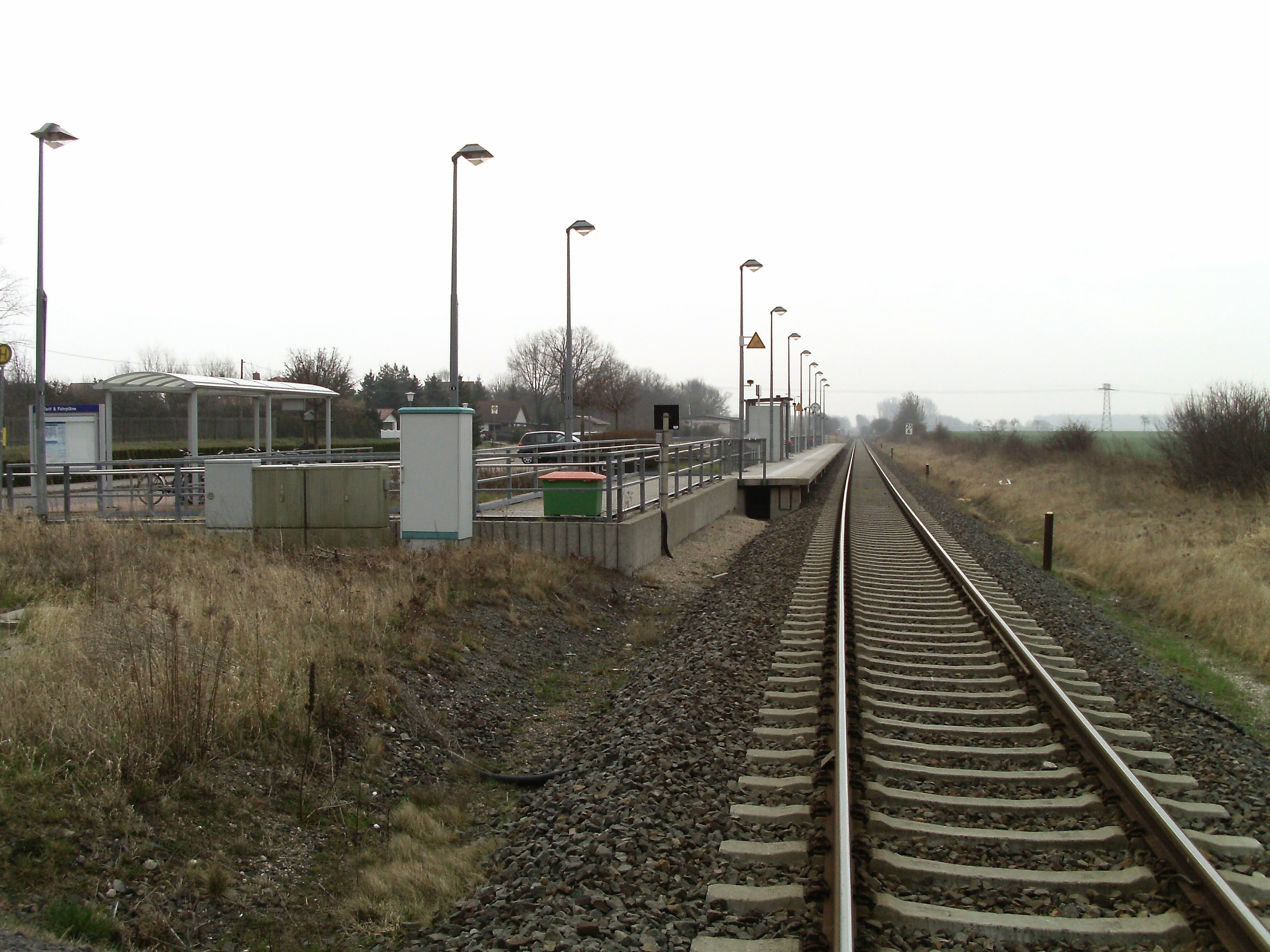
Haltepunkt Otterwisch

Die Gemeinde Otterwisch liegt 12 km südwestlich von Grimma und 10 km nordöstlich der Kreisstadt Borna. Durch einen Haltepunkt an der Bahnstrecke Leipzig–Geithain verfügt Otterwisch über eine gute Verkehrsanbindung. Die B 176 verläuft südlich der Gemeinde. Durch Otterwisch fließt die Gösel. 

### Ortsgliederung
Otterwisch gliedert sich in den Hauptort Otterwisch und den östlich des Hauptorts gelegenen Ortsteil Großbuch.

### Nachbarorte
| Belgershain | Parthenstein                                |        |
| Rötha       | Kompassrose, die auf Nachbargemeinden zeigt | Grimma |
| Kitzscher   | Bad Lausick                                 |        |

Die Gemarkung Otterwisch grenzt im Norden an Pomßen, im Nordosten an Grethen (beides Ortsteile von Parthenstein), im Südosten an den Ortsteil Großbuch, im Süden an Stockheim (Ortsteil von Bad Lausick), im Südwesten an Hainichen (Ortsteil von Kitzscher), im Westen an Kömmlitz (Ortsteil von Rötha) und im Nordwesten an Rohrbach (Ortsteil von Belgershain).

## Wappen
Beschreibung: Im schwarz schmalgebordeten schrägrechts in Grün und Silber geteilten Schild ein linksgewendeter natürlicher Otter mit ausgeschütteltem Wasser.
Symbolik: Das Wappentier  macht das Wappen redend.

## Geschichte

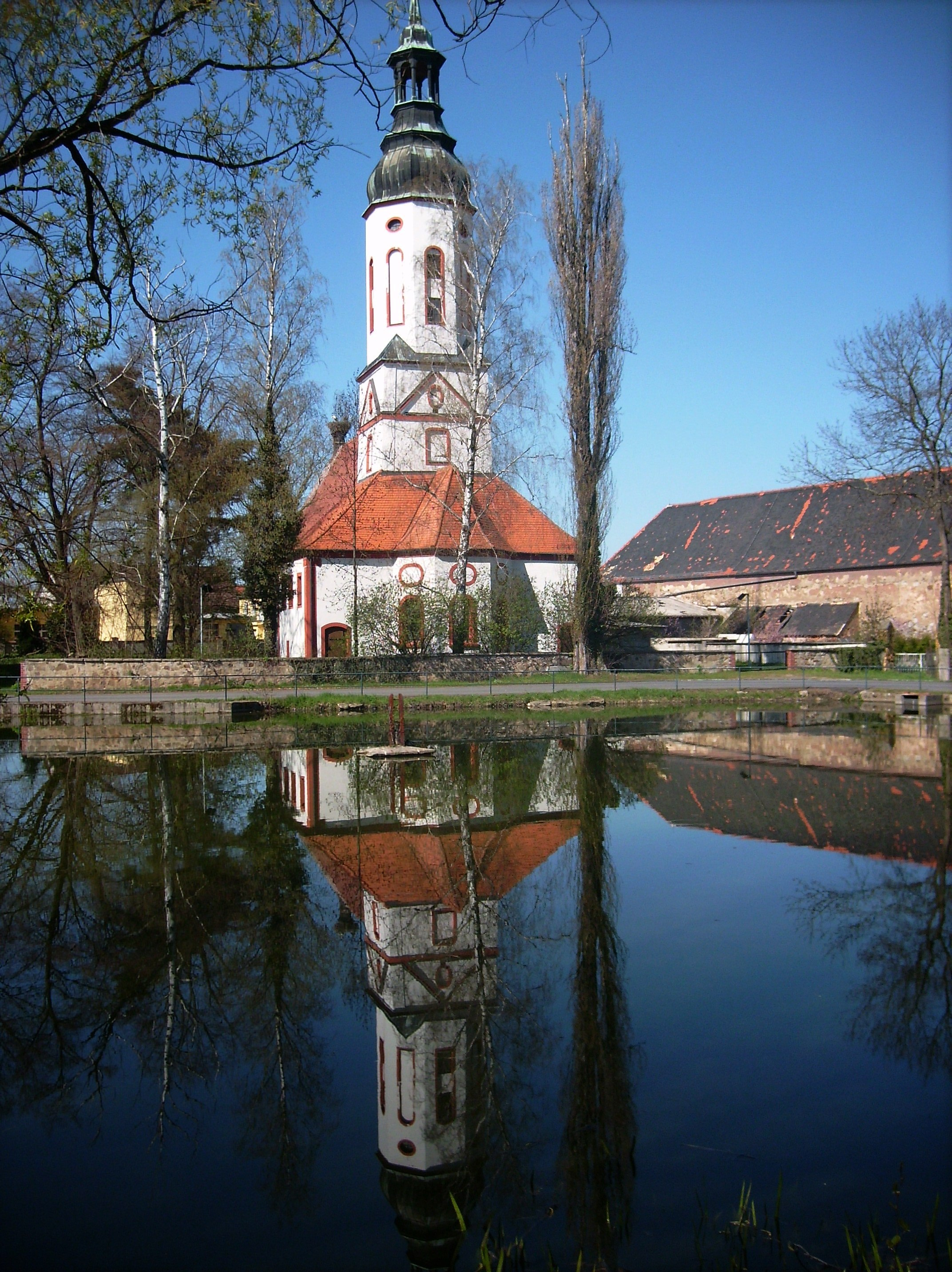
Kirche in Otterwisch

Das Straßendorf Otterwisch wurde 1269 erstmals als Oterwash schriftlich erwähnt. Welche Bedeutung der Ortsname hat, kann mit Sicherheit nicht bestimmt werden. Es ist anzunehmen, dass Otter von der deutschen Bezeichnung für den Fischotter abgeleitet ist, aber der zweite Teil des Namens lässt sich nicht genau erklären. Wahrscheinlich stammt er von Wische = Wiese ab. Kirchlich gehörte Otterwisch im Jahr 1269 zur Parochie Großbardau, um 1500 ist die Pfarrkirche des Orts erwähnt. In Otterwisch existierte ursprünglich eine mittelalterliche Wasserburg, aus der ein adliges Gut hervorging. Dieses befand sich um 1500 im Besitz des Augustinerklosters Grimma. Infolge der Reformation und Säkularisation erfolgte im Jahr 1550 die Auflösung des Klosters Grimma. Dadurch gelangte das nunmehrige Rittergut Otterwisch im Jahr 1551 in weltlichen Besitz der Familie von Hirschfeld. Diese verkauften das Rittergut im Jahr 1581 an die Familie Aus dem Winckel. Seit 1660 war die Familie von Metzsch und ab 1721 die Familie von Ponickau im Besitz des Ritterguts Otterwisch. Im Jahr 1727 kaufte die verwitwete Gräfin Rahel Charlotte Vitzthum von Eckstädt das Gut. Zwischen 1728 und 1730 ließ sie das heutige Schloss erbauen. Das Schloss Otterwisch gehörte anschließend ab 1779 der Familie Schwarzburg-Sondershausen, ab 1852 Johann Dietrich Ludwig Bohne, ab 1868 Frederic Shears und ab 1882 der Familie von Arnim.
Otterwisch gehörte bis 1856 zum kurfürstlich-sächsischen bzw. königlich-sächsischen Erbamt Grimma. Bei den im 19. Jahrhundert im Königreich Sachsen durchgeführten Verwaltungsreformen wurden die Ämter aufgelöst. Dadurch kam Otterwisch im Jahr 1856 unter die Verwaltung des Gerichtsamts Lausick und 1875 an die neu gegründete Amtshauptmannschaft Grimma. Mit der Haltestelle Otterwisch an der Bahnstrecke Leipzig–Geithain, die sich am Westrand des Orts befindet, erhielt Otterwisch am 2. Mai 1887 Eisenbahnanschluss. Hanscarl von Arnim-Peres, seit 1923 Besitzer des Schlosses Otterwisch, wurde im Zuge der Bodenreform in der Sowjetischen Besatzungszone ab 1945 enteignet. Danach diente es teilweise zu Wohnzwecken.
Durch die zweite Kreisreform in der DDR im Jahr 1952 wurde die Gemeinde Otterwisch dem Kreis Grimma im Bezirk Leipzig angegliedert. Am 1. Oktober 1970 erfolgte die Eingemeindung von Großbuch. Seit 1990  gehörte die Gemeinde Otterwisch zum sächsischen Landkreis Grimma, der 1994 im Muldentalkreis bzw. 2008 im Landkreis Leipzig aufging. Das Schloss Otterwisch kam im Jahr 1999 in den Besitz der Gemeinde und 2001 in Privatbesitz. Im Jahr 2008 erfolgte eine Sanierung des Gebäudes.

## Politik

### Gemeinderat
Seit der Kommunalwahl am 9. Juni 2024 verteilen sich die 11 Sitze des Gemeinderates folgendermaßen auf die einzelnen Gruppierungen:
- nicht mitgliedschaftlich organisierte Wählervereinigung (WV): 8 Sitze
- CDU: 2 Sitze
- AfD: 1 Sitz (ein Sitz bleibt mangels Kandidaten unbesetzt)

| Gemeinderat ab 2024Insgesamt 11 Sitze - WV: 8 - CDU: 2 - AfD: 1 Die AfD kann einen Sitz nicht besetzen; der Gemeinderat verkleinert sich entsprechend. | Liste                                                   | 2024   | 2024   | 2019   | 2019   | 2014   | 2014   |
| Gemeinderat ab 2024Insgesamt 11 Sitze - WV: 8 - CDU: 2 - AfD: 1 Die AfD kann einen Sitz nicht besetzen; der Gemeinderat verkleinert sich entsprechend. | Liste                                                   | Sitze  | in %   | Sitze  | in %   | Sitze  | in %   |
| Gemeinderat ab 2024Insgesamt 11 Sitze - WV: 8 - CDU: 2 - AfD: 1 Die AfD kann einen Sitz nicht besetzen; der Gemeinderat verkleinert sich entsprechend. | nicht mitgliedschaftlich organisierte Wählervereinigung | 8      | 67,3   | 9      | 68,9   | –      | –      |
| Gemeinderat ab 2024Insgesamt 11 Sitze - WV: 8 - CDU: 2 - AfD: 1 Die AfD kann einen Sitz nicht besetzen; der Gemeinderat verkleinert sich entsprechend. | CDU                                                     | 2      | 18,1   | 3      | 23,7   | 3      | 28,3   |
| Gemeinderat ab 2024Insgesamt 11 Sitze - WV: 8 - CDU: 2 - AfD: 1 Die AfD kann einen Sitz nicht besetzen; der Gemeinderat verkleinert sich entsprechend. | AfD                                                     | 1      | 12,3   | –      | –      | –      | –      |
| Gemeinderat ab 2024Insgesamt 11 Sitze - WV: 8 - CDU: 2 - AfD: 1 Die AfD kann einen Sitz nicht besetzen; der Gemeinderat verkleinert sich entsprechend. | Linke                                                   | –      | 2,3    | –      | 7,4    | 1      | 8,4    |
| Gemeinderat ab 2024Insgesamt 11 Sitze - WV: 8 - CDU: 2 - AfD: 1 Die AfD kann einen Sitz nicht besetzen; der Gemeinderat verkleinert sich entsprechend. | WV Otterwisch                                           | –      | –      | –      | –      | 8      | 63,3   |
| Gemeinderat ab 2024Insgesamt 11 Sitze - WV: 8 - CDU: 2 - AfD: 1 Die AfD kann einen Sitz nicht besetzen; der Gemeinderat verkleinert sich entsprechend. | Wahlbeteiligung                                         | 78,6 % | 78,6 % | 70,8 % | 70,8 % | 55,7 % | 55,7 % |

### Bürgermeister
Bürgermeister Matthias Kauerauf wurde im Juni 2022 für eine weitere Amtszeit mit 67,6 % der Stimmen bestätigt.
| Wahl | Bürgermeister     | Vorschlag | Wahlergebnis (in %) |
| ---- | ----------------- | --------- | ------------------- |
| 2022 | Matthias Kauerauf | Kauerauf  | 67,6                |
| 2015 | Matthias Kauerauf | Kauerauf  | 94,0                |
| 2008 | Matthias Kauerauf | Kauerauf  | 98,9                |
| 2001 | Matthias Kauerauf | Kauerauf  | 98,9                |
| 1994 | Matthias Kauerauf | Kauerauf  | 52,0                |

## Kultur und Sehenswürdigkeiten
- siehe auch: Liste der Kulturdenkmale in Otterwisch

### Schloss Otterwisch
Das Otterwischer Schloss, das das Ortsbild gemeinsam mit der Kirche prägt, ist 1727–1730 für Gräfin Rahel Charlotte Vitzthum von Eckstädt im Barockstil erbaut worden; die Witwe des geheimen Kabinettsministers unter August dem Starken, Friedrich I. Vitzthum von Eckstädt (1675–1726), ließ auch das Schloss Schönwölkau fertigstellen. 1779 kaufte Prinz August II. von Schwarzburg-Sondershausen (1738–1806), ein Sohn des Fürsten  August I., das Schloss Otterwisch und seine Enkelin Prinzessin Güntherine von Schwarzburg-Sondershausen (1791–1875) verkaufte es abermals 1852. Zuletzt gehörte es ab 1904 bis 1945 der Familie von Arnim. Im Zweiten Weltkrieg war darin das Schweizerische Konsulat mit Konsul H.M. Hürzeler untergebracht. Die Gemeinde hat das Schloss im Jahre 2001 an Marco Cormann veräußert. Seither wurden allumfassende Sanierungsarbeiten durchgeführt.

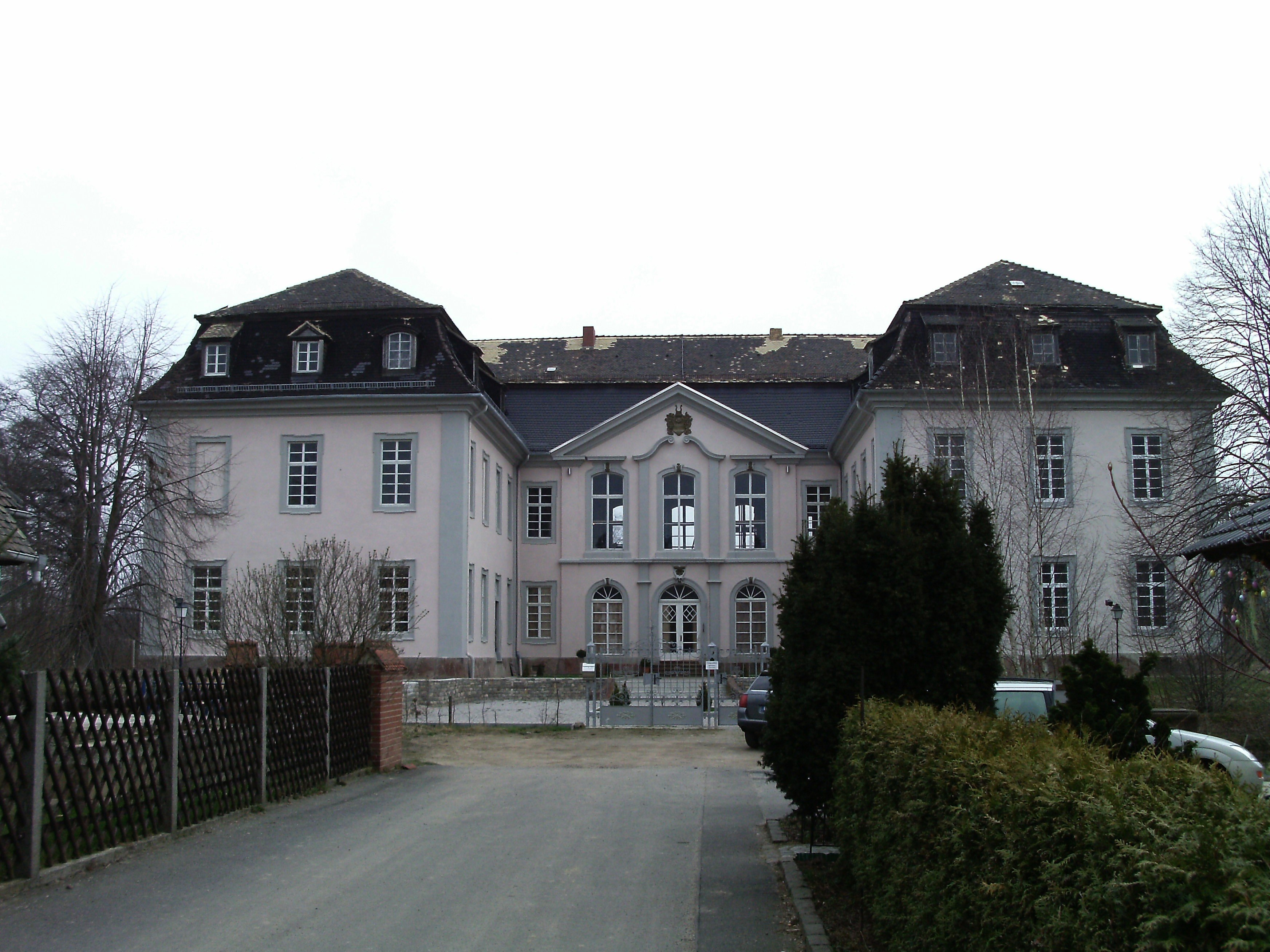
Schloss Otterwisch
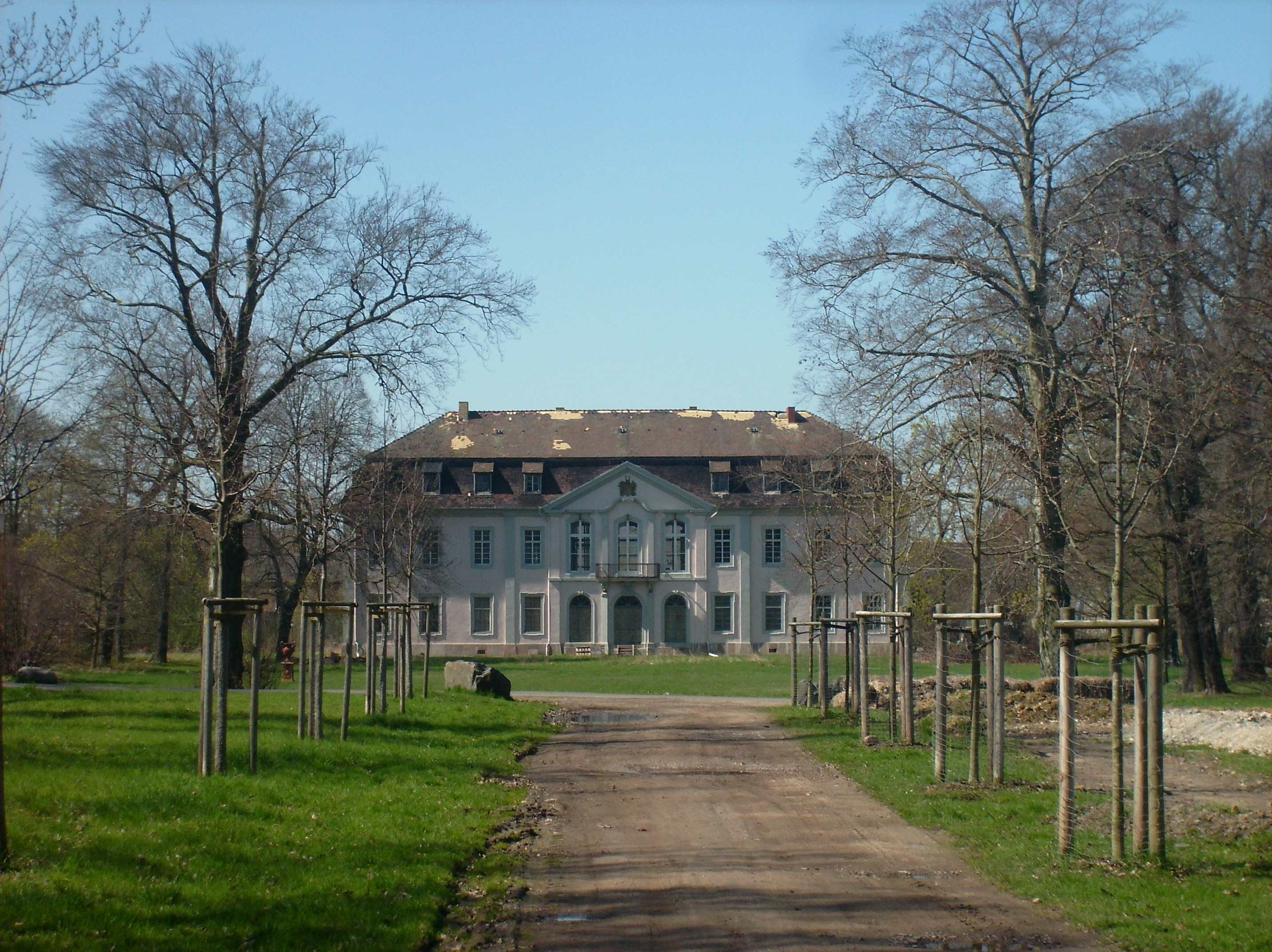
Parkseite
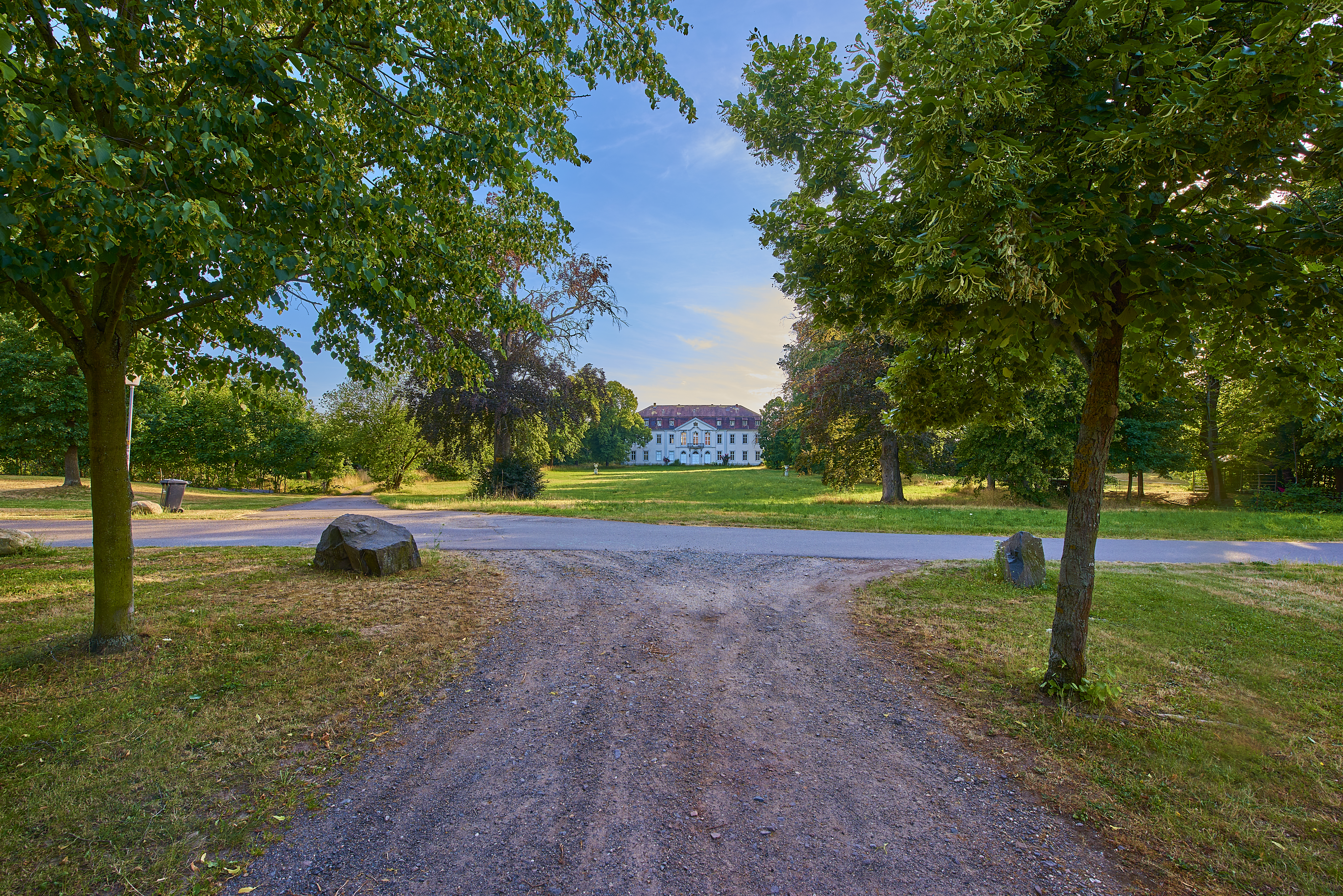
Blick auf Schloss Otterwisch in 2025 von der Schlossallee ins Buchholz aus

## Bildung
Otterwisch verfügt über eine im Jahr 1991 neu erbaute Grundschule und bildet gemeinsam mit Großbardau einen Grundschulbezirk. Für die älteren Schüler stehen die Oberschulen oder Gymnasien in der Umgebung zur Verfügung. Zudem gibt es eine im Jahr 1999 eingeweihte Ballspielhalle, die z. B. für Tischtennis, Tennis, Fußball, Badminton, Volleyball, Gymnastik oder für Schulveranstaltungen mit bis zu 300 Personen genutzt wird. In der örtlichen Kindertagesstätte werden derzeit über 80 Kinder betreut. Die Krippen- und Hortkinder werden gemeinsam betreut.

## Landschafts- und Naturschutz
Auf einer landwirtschaftlichen Fläche zwischen Otterwisch und Großbuch läuft das staatliche Forschungs- und Entwicklungsprojekt „Landschaftspflege durch extensive Rinderbeweidung“, eine Kooperation zwischen der KÖG Kleinbardau Landwirtschafts GmbH und dem Sächsischen Landesamt für Umwelt, Landwirtschaft und Geologie. Otterwisch grenzt im Osten an das Landschaftsschutzgebiet Partheaue und das darin eingebettete FFH-Gebiet Separate Fledermausquartiere in Mittel- und Nordwestsachsen mitsamt dem 299,7 ha großen Jagdhabitat Buchholz (Waldgebiet) und der über 17 ha großen Buchwiese darin. Das Buchholz wird von mehreren kleinen Gräben durchzogen, die aus sumpfigen Quellbereichen gespeist werden und nach Westen bzw. Nordwesten ableiten. Immer wieder sind Vernässungsbereiche, z. T. mit offenen Wasserflächen, vorhanden. Im Buchholz befinden sich zahlreiche nach § 26 SächsNatSchG geschützte Biotope. Vom Schloss Otterwisch zieht sich die knapp 2 km lange Schlossallee bis zur Buchwiese hin.

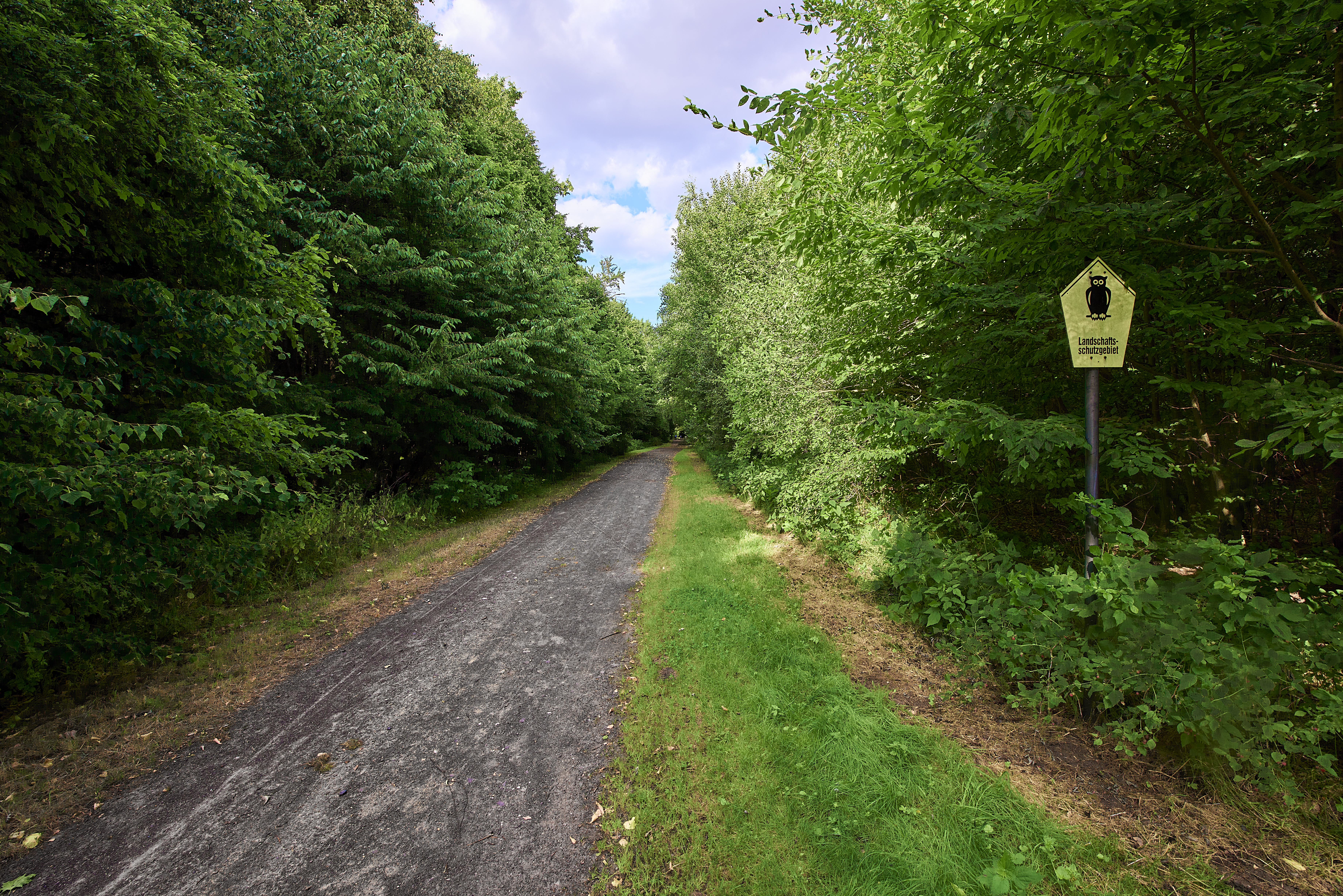
Auf der Schlossallee im Buchholz
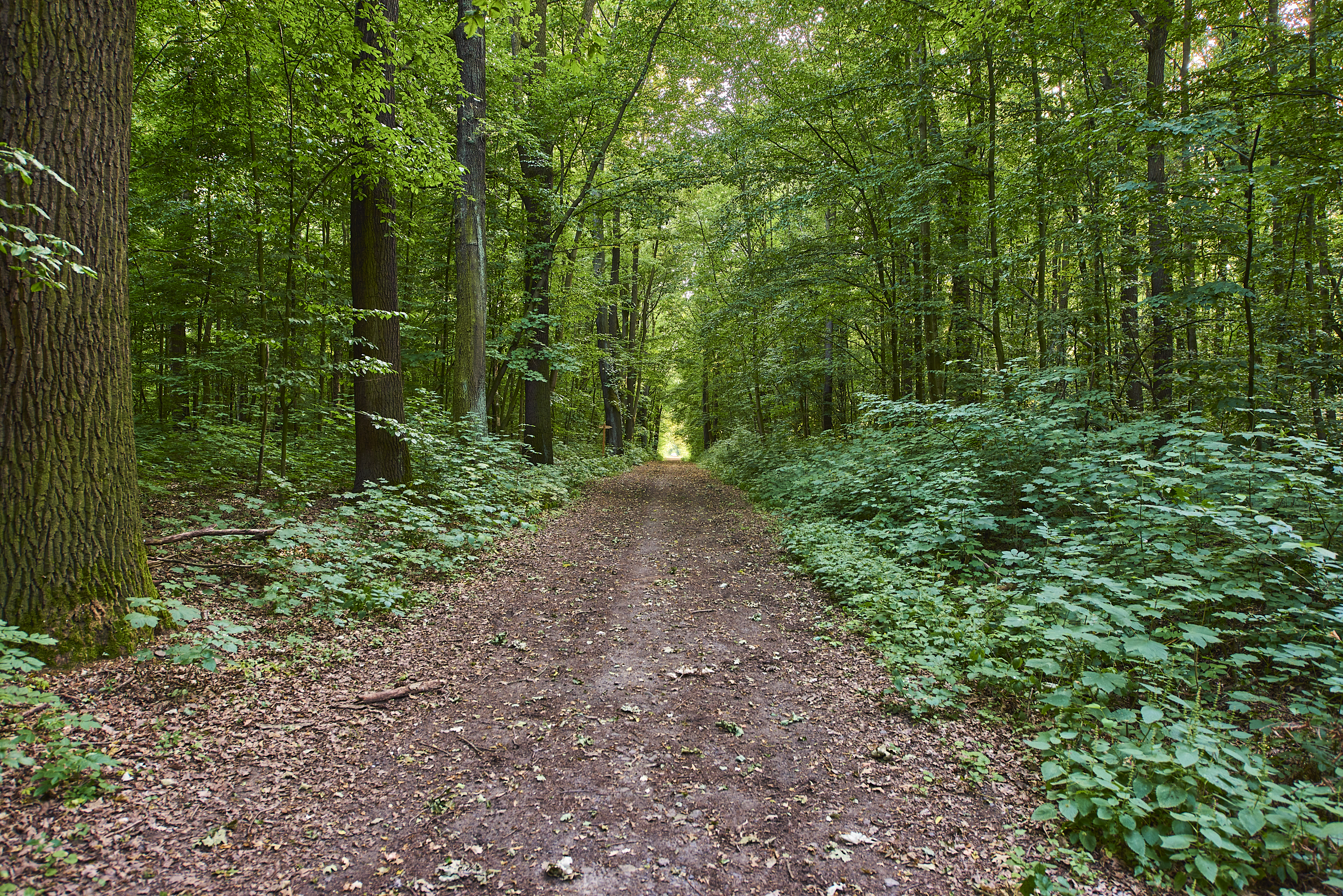
Sicht von der Schlossallee in Richtung Buchwiese
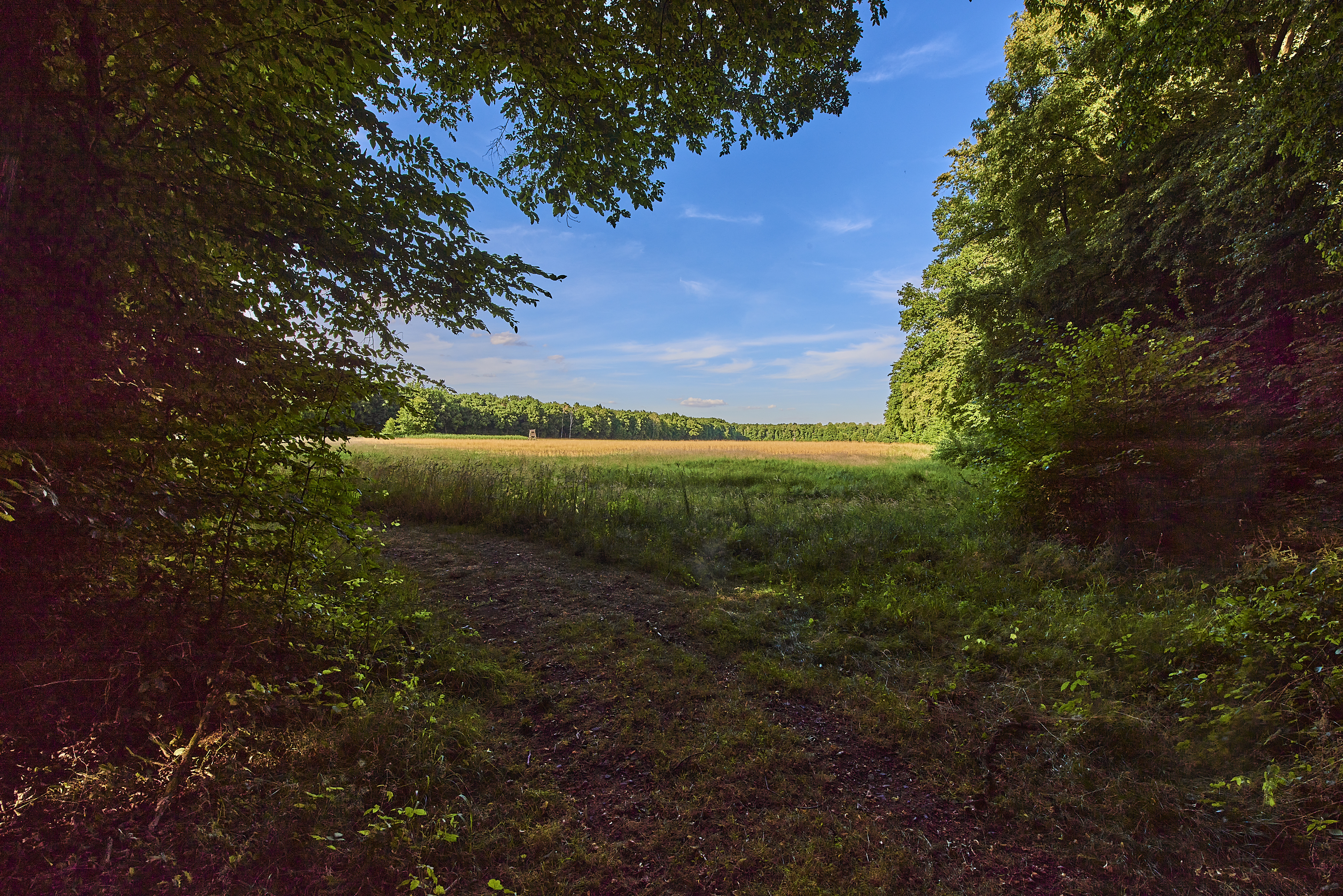
Die Buchwiese im Buchholz
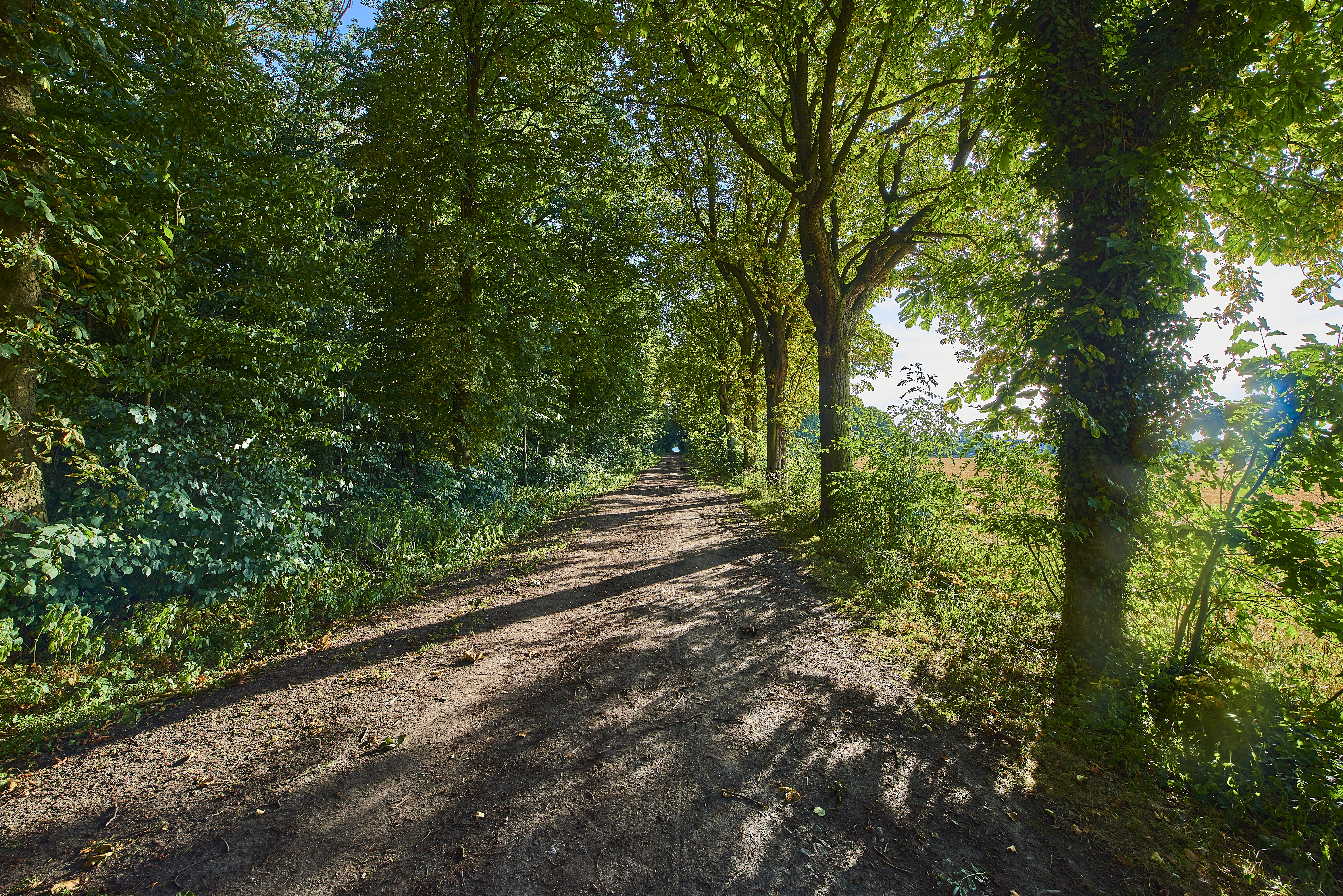
Sicht von der Schlossallee in Richtung Schloss Otterwisch
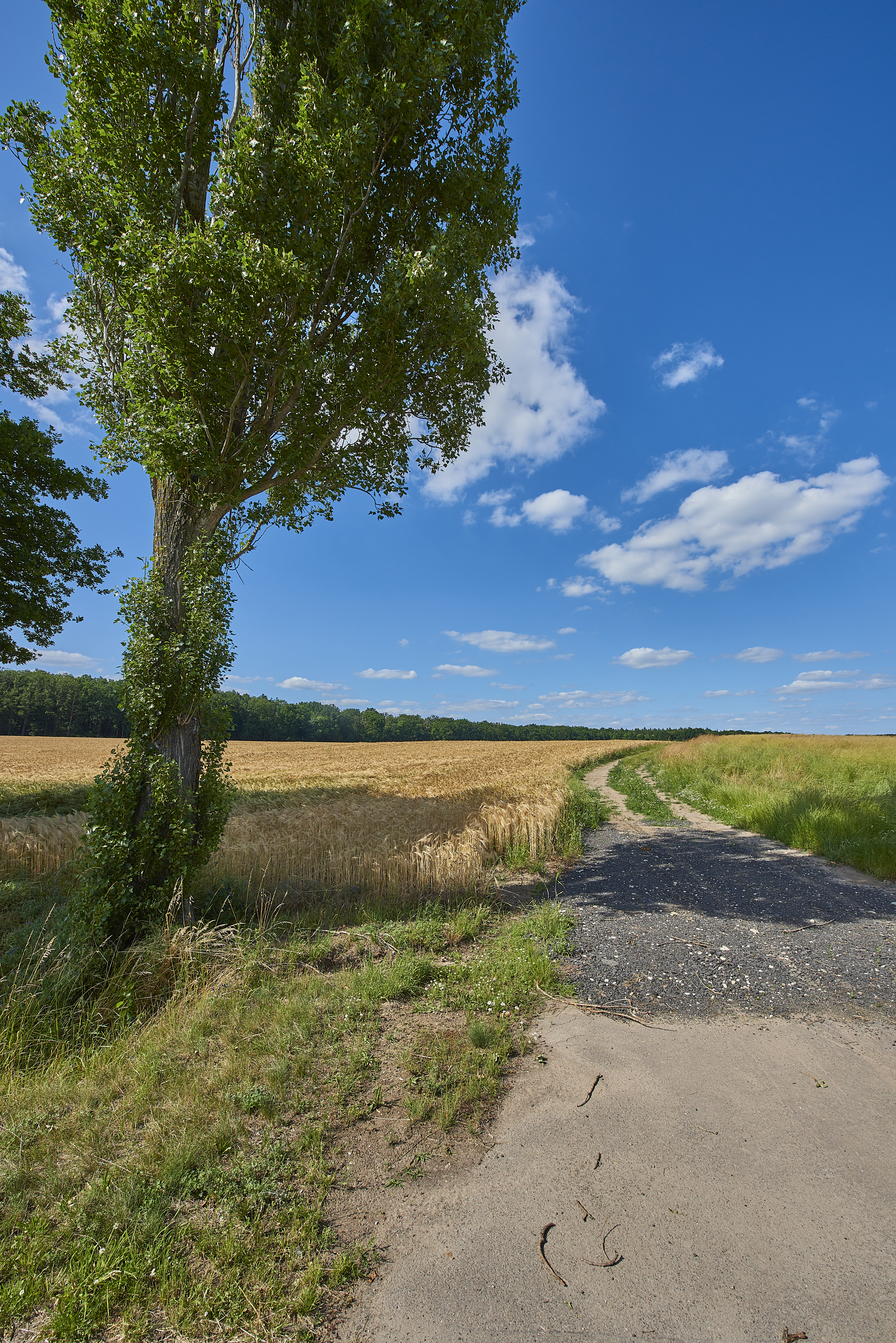
Blick nach Norden östlich von Otterwisch

## Sport und Brauchtum

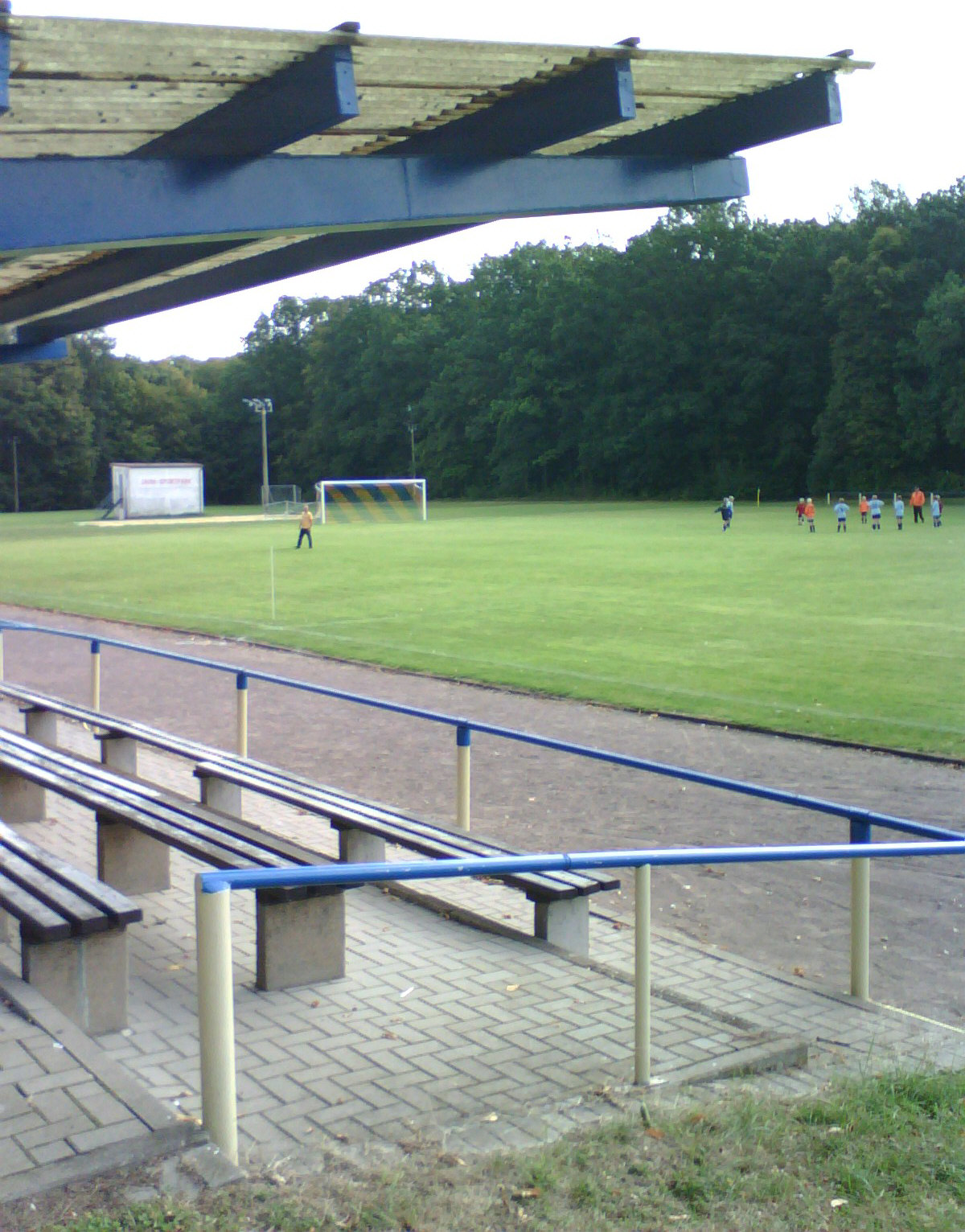
Sportplatz des Otterwischer SV

Der Otterwischer Sportverein ist über den Ort hinaus bekannt. Es finden ein jährliches Vereinsfest und Reitsportveranstaltungen statt. Auch das Groitzschfest wird gefeiert.
Der Kinder- und Dorffest-Verein Großbuch, mit dem sich viele Bürger verbunden fühlen, führt seit vielen Jahren ein Dorffest durch. Der jährliche Kinderfasching ist zur Tradition geworden und der Fußball im Verein kommt auch nicht zu kurz.
Der Bauernhof der Familie Hahn zieht zum jährlich stattfindendem Hoffest am zweiten Juniwochenende und zur Hofweihnacht an jedem 2. Advent viele landwirtschaftlich interessierte Besucher nach Otterwisch.

## Söhne und Töchter
- Christoph Gertner von Gartenberg (1626–1689), Jurist und Sprachlehrer des schwedischen Königs, geboren in Großbuch
- Fürchtegott Christian Fulda (1768–1854), evangelischer Theologe und Pfarrer